# Чотирикутний метод
Чотирикутний метод (кит. трад. 四角號碼, спр. 四角号码, піньїнь: sìjiǎo hàomǎ, акад. сы цзяо хаома си цзяо хаома, яп.四角号碼(츠쿠쿠 우마) — система реєстрації та пошуку ієрогліфа в словниках і каталогах за графічними ознаками, також звана «за чотирма кутами», «Система чотирьох кутів», «Код Розенберга».
Система продовжує використовуватися в деяких словниках, картотеках та бібліотечних покажчиках Японії та Китаю. А також, зараз застосовується в дещо зміненому вигляді, як один із способів комп'ютерного введення ієрогліфів: Система введення китайських ієрогліфів CKC.
4 цифри кодують елементи, знайдені в чотирьох кутах символу, ліворуч і зверху вниз. Хоча метод неоднозначно ідентифікує китайський ієрогліф, проте він використовується повсюдно. 5 цифра може бути додана для опису додаткової частини над правою нижньою частиною, якщо це необхідно. Наприклад: 3413 1.

## Історія створення
Система розроблена у 1920-х роках Ван Юньу, шеф-редактором «Шан'у іншугуань», одного з найстаріших китайських видавництв.
Ґрунтується на системі, сформульованої в 1916 році російським сходознавцем Отто Розенбергом, колишньої, у свою чергу, продовженням так званої " російської графічної системи " пошуку ієрогліфів по правому нижньому кутку, створеної Ст. П. Васильєвим і також була доповненням традиційної китайської системи пошуку за графічними ключами.
Застосовувалася починаючи з 1920-х до 1949 року у словниках видавництва «Шан'у іншугуань», а також у бібліотечних каталогах та різних картотеках Китаю та у пізніших словниках у Японії.
Популярність методу почала в'янути з початком кампанії з поширення стандартного розмовного мандаринського діалекту китайської мови та заснованої на ній транскрипції піньїнь
Для спрощення запам'ятовування кодів Ху Ші було придумано менімонічний чотиривірш:
| Традиційна китайська | Спрощена китайська                                           |
| --- | ------------------------------------------------------------ |
| 一橫二垂三點捺 點下帶橫變零頭 叉四插五方塊六 七角八八小是九.                                                                  | 一横二垂三点捺 点下带横变零头 叉四插五方块六 七角八八小是九. |
| Транскрипція піньінь |                                                              |
| Yī héng, èr chuí, sān diǎn, nà, Diǎn xià dài héng, biàn língtóu, Cha sì, chā wǔ, fāng kuài liù, Qī jiǎo, bā bā, xiǎo shì jiǔ. |                                                              |

У 1950-х роках, зокрема через те, що в КНР згадка автора колишнього чотиривірша Ху Ші була небажаною з політичних мотивів, було складено нову:
| Традиційна китайська | Спрощена китайська                                           | Переклад на українську мову |
| --- | ------------------------------------------------------------ | --- |
| 横一垂二三點捺 叉四插五方框六 七角八八九是小 點下有横變零頭.                                                                   | 横一垂二三点捺 叉四插五方框六 七角八八九是小 点下有横变零头. | 1 — горизонталь, 2 — вертикаль 3 — точка або штришок, 4 — хрест, 5 — нанизаний, 6 — квадрат, 7 — кут, 8 — «вісім», 9 — «маленький», 0 — горизонталь під точкою. |
| Транскрипція піньїнь |                                                              | 1 — горизонталь, 2 — вертикаль 3 — точка або штришок, 4 — хрест, 5 — нанизаний, 6 — квадрат, 7 — кут, 8 — «вісім», 9 — «маленький», 0 — горизонталь під точкою. |
| Héng yī, chuí èr, sān diǎn, nà, Cha sì, chā wǔ, fāng kuāng liù, Qī jiǎo, bā bā, jiǔ shì xiǎo, Diǎn xià yǒu héng, biàn língtóu. |                                                              | 1 — горизонталь, 2 — вертикаль 3 — точка або штришок, 4 — хрест, 5 — нанизаний, 6 — квадрат, 7 — кут, 8 — «вісім», 9 — «маленький», 0 — горизонталь під точкою. |

В даний час метод за чотирма кутами в дещо зміненому вигляді (відмінність у значенні цифри нуль «0») зберігається як один із способів комп'ютерного введення ієрогліфів (наприклад, система CKCIS).

## Основні правила
|  | Незважаючи на компактність викладу, для засвоєння ця система вимагає не менше зусиль, ніж інші системи і тому в основному була заміщена фонетичними покажчиками інтуїтивнішими для носіїв китайської та японської мов. |

Код ієрогліфа складається з чотирьох (у поодиноких випадках із п'яти) однозначних цифр, кожна з яких характеризує конфігурацію одного з кутів ієрогліфа (п'ята цифра — середній елемент над елементом четвертого кута, не включений до його складу).
Елементи, що утворюють кути ієрогліфа, кодуються в Z-подібній послідовності: лівий верхній, правий верхній, лівий нижній і правий нижній:
| 1 | 2 | 5 |
| 3 | 4 | 5 |

Цифрами від 0 до 9 кодуються такі типи конфігурації характеристик:
| Код              | Конфігурація    | Конфігурація                   | Приклади                                                                                               | Пояснення                                                      |
| Прості елементи  | Прості елементи | Прості елементи                | Прості елементи                                                                                        | Прості елементи                                                |
| ---------------- | --------------- | ------------------------------ | --- | -------------------------------------------------------------- |
| 1                | 一              | «горизонтальна характеристика» | 天 (1043 0), 土 (4010 0), 決 (3513 0), 培 (4016 1), 兄 (6021 0)                                        | пишеться зверху вниз або праворуч наліво                       |
| 2                | 丿              | «вертикальна характеристика»   | 旧 (2600 0), 山 (2277 0), 千 (2040 0), точ (2108 6), 힘 (4002 7), 則 (6280 0)                          | точка чи відкидна вправо                                       |
| 3                | 丶              | «крапка»                       | 宝 (3010 3), 社 (3421 0), 軍 (3750 6), 社 (3421 0), 去 (4073 1), 亦 (0023 0), 長 (7173 2), 之 (3030 7) | короткий штрих                                                 |
| Складні елементи |                 |                                | |                                                                |
| 4                | 10              | «перетин»                      | 古 (4060 0), 草 (4440 6), 치수 (4030 0), жит (4310 0), 皮 (4024 7), 猪 (4426 0)                        | риса, що перетинає іншу межу                                   |
| 5                | 키              | «подвійне перетин»             | 青 (5022 7), 책 (5023 0), 打 (5102 0), 戈 (5300 0), 申 (5000 6), 史 (5004 6)                           | характеристика, що перетинає дві та більше інших характеристик |
| 6                | 囗              | «квадрат»                      | 男 (6042 7), 扣 (5600 0), 国 (6010 3), 甲 (6050 0), 由 (5060 0), 曲 (5560 0), 目 (6010 1), 四 (6021 0) | замкнутий прямокутник                                          |
| 7                | 厂              | «кут»                          | 区 (7171 4), 斤 (7222 1), 句 (2762 0), 反 (7124 7)                                                     | опуклий кут, утворений ламаною рисою або з'єднанням двох рис   |
| 8                | 八              | «вісімка»                      | 美 (8043 1), 関 (7743 0), 大 (4003 0), 失 (8043 0), 衡 (2143 0), 尖 (9043 0)                           | два штрихи, що сходяться; схоже на ієрогліф 八 «вісім»         |
| 9                | 小              | «маленький»                    | 尖 (9043 0), 木 (4090 0), 慕 (4433 3), 업 (3290 4), 叢 (3214 7)                                        | три схожі штрихи; схоже на ієрогліф 小 «маленький»             |
| 0                | 亠              | «верх»                         | 隹 (2021 4), 主 (0010 4), 症 (0011 1), 言 (0060 1)                                                     | пишеться зліва направо                                         |

Іноді, для відмінності ієрогліфів з п'ятицифровим кодом, що збігається, може додаватися шоста цифра, що виражає кількість елементів першого типу (тобто горизонтальних штрихів), а за нею сьома цифра, що виражає кількість елементів другого типу (вертикальних штрихів) і т. д. Наприклад: 市 (0022 7.2), 帝 (0022 7.3).
Примітка : Розглядається система, прийнята в електронному англо-японському словнику ZKanji.

## Основні принципи
При кодуванні слід керуватися нижченаведеними правилами:
1. Один елемент кодується лише один раз. Якщо елемент займає кілька кутів, наступні кути кодуються цифрою 0. Якщо ж зустрічається ще один елемент тієї ж форми, він вважається окремо. Наприклад: 囗 (6000 0),), 呂 (6060 0), 品 (6066 0), але 器 (6666 3);卉 (4044 0), 卜 (2300 0), 首 (8060 1), 8022 7), 和 (2690 0).
2. Віддається перевага складним характеристикам (коди 4-9 і 0) перед простими (коди 1-3).
3. Крапка над ламаною рисою кодується цифрою 3.
4. В ієрогліфах, що включають охоплюючі елементи ключів冂,囗і門 (门), якщо зверху, знизу або збоку немає інших рис, в якості нижніх кутів кодуються внутрішні елементи, що охоплюються. Наприклад: 日 (6010 0), 回 (6060 0), 問 (7760 7), 囚 (6080 0), 國 (6015 3), 目 (6010 1), 開 (7744 1), 면 (1060)銜 (2122 1).
5. Якщо кут утворений двома простими або простими і складними рисами, слід кодувати крайню межу (яка розташована ближче до краю ієрогліфа), незалежно від її висоти або ширини по відношенню до інших характеристик (тобто крайню ліву, крайню праву, крайню верхню або крайню нижню).
6. Якщо відкидна вліво «\» йде від центру ієрогліфа до його периферії, нижній лівий кут кодується по іншій рисі, але якщо вона йде від лівого кута — кодується по відкидній.
7. Допускається кодувати одну межу за двома критеріями, якщо вона лежить у верхній та нижній частинах ієрогліфу.
8. Система ґрунтується на рукописних формах ієрогліфів, а не на друкованих. Тому верхній елемент таких ієрогліфів як 戸 (3020 7) чи 言 (0060 1) трактується як точка, а чи не горизонтальна лінія.

### Трактування окремих конфігурацій
1. Якщо горизонтальна лінія під точкою з'єднана з правого кінця з нижніми елементами (як у знаках 宀 і 戸), то верхня точка кодується цифрою 3, а не вважається частиною коду 0. Наприклад: 安 (3040 4), 神 (3520 6), 祈(3222 1). Якщо з'єднання має місце лише з лівого кінця, верхній елемент кодується цифрою 0. Наприклад: 庄 (0021 4).
2. Прямокутний елемент, у якого одна з утворюючих ліній виходить за межі прямокутника, не кодується цифрою 6, а розглядається як сукупність дрібніших елементів. Наприклад: 皿 (7710 0), 尸 (7720 7), (7710 0), 所 (3222 1), 館 (8377 7), 宜 (3010 7).
3. Якщо штрихи, що сходяться, перетинають один одного, вони не кодуються цифрами 8 або 9, а розглядається як сукупність дрібніших елементів. Наприклад: 美 (8043 1), 関 (7743 0), 大 (4003 0), 失 (8043 0), 衡 (2143 0), 尖 (9043 0), 慕 (4433 3),業(3290)叢 (3214 7).

### Вибір елемента, що відповідає куту
1. За наявності кількох незв'язаних або паралельних прямих, кутом вважається та, яка далі виходить праворуч або ліворуч, незалежно від того, яка лінія знаходиться вище або нижче. Наприклад: 非 (1111 1), 倬 (2124 6), 疾 (0013 4), 帝 (0022 7), 社 (3421 0), 猛 (4721 7).
2. Якщо над (для верхньої частини ієрогліфа) або під (для нижньої частини ієрогліфа) найлівішим або правим штрихом ієрогліфа знаходиться елемент іншого роду, то останній вибирається як кут. Наприклад: 察 (3090 1), 幸 (4040 1), 甼 (6020 1), 女 (4040 0), 禮 (3521 8), 其 (4480 1).
3. Косий штрих у верхній частині ієрогліфа, що йде ліворуч донизу, вважається тільки лівим верхнім кутом. Як верхній правий вибирається той елемент, який правіше. Наприклад: 身 (2740 0), 牟 (2350 0), 鴨 (6752 7), 的 (2762 0), 旬 (2762 0), 섬 (2772 7).

## Коди ієрогліфічних ключів
- Примітка : Ваш браузер може неправильно відображати ієрогліфи.

## Коди прізвищ
Коди ієрогліфів на прикладі фрагмента навчального списку ста прізвищ.
| 百 家 姓 | 百 家 姓 | 百 家 姓 | 百 家 姓 | 百 家 姓 | 百 家 姓 | 百 家 姓 | 百 家 姓 |
| -------- | -------- | -------- | -------- | -------- | -------- | -------- | -------- |
| 趙       | 錢       | 孫       | 李       | 周       | 吳       | 鄭       | 王       |
| 馮       | 陳       | 褚       | 衛       | 蔣       | 沈       | 韓       | 楊       |
| 朱       | 秦       | 尤       | 許       | 何       | 呂       | 施       | 張       |
| 孔       | 曹       | 嚴       | 華       | 金       | 魏       | 陶       | 姜       |
| 戚       | 謝       | 鄒       | 喻       | 柏       | 水       | 竇       | 章       |
| 雲       | 蘇       | 潘       | 葛       | 奚       | 范       | 彭       | 郎       |
| 魯       | 韋       | 昌       | 馬       | 苗       | 鳳       | 花       | 方       |
| 俞       | 任       | 袁       | 柳       | 酆       | 鮑       | 史       | 唐       |
| 費       | 廉       | 岑       | 薛       | 雷       | 賀       | 倪       | 湯       |
| 滕       | 殷       | 羅       | 畢       | 郝       | 鄔       | 安       | 常       |
| 樂       | 于       | 時       | 傅       | 皮       | 卞       | 齊       | 康       |
| 伍       | 余       | 元       | 卜       | 顧       | 孟       | 平       | 黃       |
| 和       | 穆       | 蕭       | 尹       | 姚       | 邵       | 湛       | 汪       |
| 祁       | 毛       | 禹       | 狄       | 米       | 貝       | 明       | 臧       |
| 計       | 伏       | 成       | 戴       | 談       | 宋       | 茅       | 龐       |

- Примітка : Ваш браузер може неправильно відображати ієрогліфи.